# ميخائيل سافاج
ميخائيل سافاج هو سياسي كندي، ولد في 13 مايو 1960 في بلفاست في المملكة المتحدة. حزبياً، نشط في الحزب الليبرالي الكندي. وقد انتخب Mayor of the Halifax Regional Municipality ‏ (6 نوفمبر 2012 – ).